# 야네트 가르시아
야네트 가르시아(Yanet García, 1990년 11월 15일 ~ )는 멕시코의 기상 캐스터, 모델이다. 몸매를 부각하는 타이트한 드레스를 입고 날씨 예보를 전하는 장면들이 세계적으로 화제가 되어 이름을 알렸다.